# Josip Leskovar
Josip Leskovar, slovenski odvetnik in politik, * 15. marec 1875, Čadram pri Oplotnici, † 23. julij 1965, Maribor.

## Življenjepis
Josip Leskovar se je rodil 15. marca 1875 v Čadramu pri Oplotnici. Pravo je študiral na Dunaju in bil leta 1902 promoviran za doktorja. 
Od leta 1910 je deloval kot odvetnik v Mariboru. Nemški okupator mu je leta 1941 onemogočil opravljanje advokature. Moral je tudi zapustiti Maribor. Po osvoboditvi je deloval kot pravni referent do upokojitve leta 1948. Umrl je leta 1965 v Mariboru. 
Josip Leskovar je bil znan govornik.

## Družbeno delovanje
Po letu 1910 je vodil organizacijo Slovenske straže v Mariboru. Leta 1918 je postal član Narodnega sveta za Štajersko. Kot načelnik obrambnega odseka je 23. novembra izposloval dovoljenje za razorožitev nemške mestne garde. Vojaško operacijo je vodil general Rudolf Maister Vojanov. Vlada je Leskovarja imenovala za vladnega komisarja, ki je iz rok predstojnika zastopa Ivana Schmidererja prevzel v nekdanji kresijski stavbi na Koroški cesti okrajni zastop Maribor kot organ okrajne samouprave. Načelnik okrajnega zastopa je bil do leta 1926. Bil je vladni komisar za Maribor in mariborski župan. 
Ker je leta 1927 postal predsednik mariborske oblastne skupščine in oblastnega odbora, se je zaradi prezaposlenosti odpovedal ponovni kandidaturi za župana mesta Maribor ob občinskih volitvah decembra istega leta. Ti dolžnosti je opravljal do leta 1929. 
Politično je deloval v nekdanji Slovenski ljudski stranki in pozneje v JRZ. Bil je član pokrajinskega odbora SLS na Štajerskem.
Leta 1940 je predlagal ustanovitev Banovine Slovenije. 

## Županovanje
Leskovar je bil leta 1920 postavljen za vladnega komisarja za Maribor. Dolžnost je opravljal do leta 1921.
Leta 1924 je bil izvoljen za mariborskega župana. Dolžnost župana je opravljal do leta 1927.  
Leta 1920 se je začelo mesto oskrbovati z električno energijo preko 15 km dolgega 100 kV daljnovoda iz dravske hidroelektrarne Fala. Električno podjetje je postalo kmalu najpomembnejše mestno podjetje, mestna plinarna pa se je morala preusmeriti iz izdelave mestnega plina za razsvetljavo k drugim porabnikom. Zaradi velikih stanovanjskih potreb je občina začela leta 1925 obsežno stanovanjsko gradnjo. Leta 1926 je bilo ustanovljeno mestno avtobusno podjetje. Leta 1927 so začeli voziti avtobusi na mestnih in okoliških progah.